# Chico Camus
Chico Camus (Milwaukee, 26 de janeiro de 1985) é um lutador estadunidense de artes marciais mistas e atualmente compete na categoria dos penas do Ultimate Fighting Championship.

## Carreira no MMA

### Início
Camus iniciou no MMA profissional em 2009, competindo em organizações em seu estado natal.
Em 2010, pela NAFC, ele venceu Joe Pearson e Josh Hosman por nocaute técnico e perdeu para Jameel Massouh por decisão unânime.

### Legends of Fighting Championship
Camus lutou no torneio peso galo do LFC por um contrato Tachi Palace Fights. Ele derrotou Daniel Aguirre nas quartas de final e Alptekin Ozkilic na semifinal, porém não lutou na final pois acabou assinando com o UFC.

### Ultimate Fighting Championship
Camus enfrentou Dustin Pague em sua estreia em 11 de agosto de 2012 no UFC 150. Ele venceu por decisão unânime após três rounds.
Camus enfrentou o estreante na organização, Dustin Kimura em fevereiro de 2013 no UFC 156. Ele perdeu por finalização no terceiro round.
Camus enfrentou Kyung Ho Kang no UFC 164. Ele venceu por decisão unânime.
Camus enfrentou Yaotzin Meza no UFC on Fox: Henderson vs. Thomson. Camus venceu originalmente por decisão unânime (30-27, 29-28 e 29-28). No entanto, ele falhou no teste antidoping e teve o resultado mudado para No Contest.
Camus enfrentou Chris Holdsworth no UFC 173, substituindo Kyung Ho Kang. Ele perdeu por decisão unânime.
Camus enfrentou o veterano Brad Pickett em sua estreia no peso mosca em 22 de novembro de 2014 no UFC Fight Night: Edgar vs. Swanson e o venceu por decisão dividida.
Camus enfrentou Henry Cejudo em 13 de Junho de 2015 no UFC 188 e em seguida o ex-desafiante Kyoji Horiguchi em 27 de Setembro de 2015 no UFC Fight Night: Barnett vs. Nelson e foi derrotado em ambas por decisão unânime.

## Títulos e realizações

### Mixed Martial Arts
- Legends of Fighting Championship
  - Finalista do Torneio Peso Galo do LFC (Uma vez)
- Gladiators Cage Fighting
  - Venceu o GCF Peso Galo (Uma vez)[11]

## Cartel no MMA
| Cartel no MMA   |             |            |
| 28 lutas        | 19 vitórias | 8 derrotas |
| Por nocaute     | 4           | 1          |
| Por finalização | 4           | 1          |
| Por decisão     | 11          | 6          |
| No contest      | 1           | 1          |

| Res.    | Cartel   | Oponente         | Método                         | Evento                              | Data       | Round | Tempo | Local                      | Notas                                                    |
| ------- | -------- | ---------------- | ------------------------------ | ----------------------------------- | ---------- | ----- | ----- | -------------------------- | -------------------------------------------------------- |
| Vitória | 19-8 (1) | Matt Brown       | Finalização (triângulo de mão) | Pure FC 11: Brown vs. Camus         | 27/10/2018 | 2     | 3:06  | Oshkosh, Winsconsin        |                                                          |
| Derrota | 18-8 (1) | Ricky Simon      | Decisão (unânime)              | LFA 29: Camus vs. Simon             | 15/12/2017 | 5     | 5:00  | Prior Lake, Minnesota      | Pelo Cinturão Peso Galo Vago do LFA.                     |
| Vitória | 18-7 (1) | Andrew Whitney   | Decisão (unânime)              | Driller Promotions - No Mercy 6     | 30/09/2017 | 3     | 5:00  | Mahnomen, Minnesota        |                                                          |
| Vitória | 17-7 (1) | Darrick Minner   | Decisão (unânime)              | LFA 2: Richman vs. Stojadinovic     | 20/01/2017 | 3     | 5:00  | Prior Lake, Minnesota      | Volta aos Galos.                                         |
| Vitória | 16–7 (1) | Czar Sklavos     | Decisão (unânime)              | RFA 40: Sklavos vs. Camus           | 15/07/2016 | 3     | 5:00  | Prior Lake, Minnesota      |                                                          |
| Vitória | 15–7 (1) | Matt Brown       | Decisão (unânime)              | RFA 36: Brown vs. Camus             | 03/03/2016 | 3     | 5:00  | Prior Lake, Minnesota      |                                                          |
| Derrota | 14-7 (1) | Kyoji Horiguchi  | Decisão (unânime)              | UFC Fight Night: Barnett vs. Nelson | 27/09/2015 | 3     | 5:00  | Saitama                    |                                                          |
| Derrota | 14-6 (1) | Henry Cejudo     | Decisão (unânime)              | UFC 188: Velasquez vs. Werdum       | 13/06/2015 | 3     | 5:00  | Cidade do México           |                                                          |
| Vitória | 14-5 (1) | Brad Pickett     | Decisão (dividida)             | UFC Fight Night: Edgar vs. Swanson  | 22/11/2014 | 3     | 5:00  | Austin, Texas              | Estreia no Peso Mosca.                                   |
| Derrota | 13–5 (1) | Chris Holdsworth | Decisão (unânime)              | UFC 173                             | 24/05/2014 | 3     | 5:00  | Las Vegas, Nevada          |                                                          |
| NC      | 13–4 (1) | Yaotzin Meza     | Sem Resultado (mudado)         | UFC on Fox: Henderson vs. Thomson   | 25/01/2014 | 3     | 5:00  | Chicago, Illinois          | Havia vencido por decisão; Testou positivo para maconha. |
| Vitória | 13–4     | Kyung Ho Kang    | Decisão (unânime)              | UFC 164                             | 31/08/2013 | 3     | 5:00  | Milwaukee, Wisconsin       |                                                          |
| Derrota | 12–4     | Dustin Kimura    | Finalização (mata-leão)        | UFC 156                             | 02/02/2013 | 3     | 1:50  | Las Vegas, Nevada          | Catchweight (139.5); Kimura não bateu o peso.            |
| Vitória | 12–3     | Dustin Pague     | Decisão (unânime)              | UFC 150                             | 11/08/2012 | 3     | 5:00  | Denver, Colorado           |                                                          |
| Vitória | 11–3     | Alptekin Ozkilic | Decisão (unânime)              | LFC 52: Tachi Tourney Semifinals    | 13/04/2012 | 3     | 5:00  | Indianapolis, Indiana      | Semi-final do Torneio Peso Galo do LFC.                  |
| Vitória | 10–3     | Daniel Aguirre   | Decisão (unânime)              | LFC 51: Little Giants               | 10/02/2012 | 3     | 5:00  | Indianapolis, Indiana      | Quartas de Final do Torneio Peso Galo do LFC.            |
| Vitória | 9–3      | Eugene Crisler   | Decisão (unânime)              | Madtown Throwdown 26: The Return    | 07/01/2012 | 3     | 5:00  | Madison, Wisconsin         |                                                          |
| Derrota | 8–3      | Rob Menigoz      | Decisão (dividida)             | Chicago Cagefighting Championship 4 | 15/10/2011 | 3     | 5:00  | Villa Park, Illinois       |                                                          |
| Vitória | 8–2      | Nate Williams    | Nocaute (soco)                 | Combat USA: Country USA 1           | 25/06/2011 | 1     | 1:59  | Oshkosh, Wisconsin         |                                                          |
| Derrota | 7–2      | Jameel Massouh   | Decisão (unânime)              | NAFC: Bad Blood                     | 24/11/2010 | 3     | 5:00  | Milwaukee, Wisconsin       |                                                          |
| Vitória | 7–1      | Craig Early      | Finalização (guilhotina)       | Extreme Cagefighting Organization 7 | 21/08/2010 | 2     | 2:30  | Wisconsin Dells, Wisconsin |                                                          |
| Vitória | 6–1      | John Hosman      | TKO (socos)                    | NAFC: Unstoppable                   | 05/06/2010 | 3     | 2:51  | Oconomowoc, Wisconsin      |                                                          |
| Vitória | 5–1      | Joe Pearson      | TKO (socos)                    | NAFC: Stand Your Ground             | 03/04/2010 | 2     | 3:57  | West Allis, Wisconsin      |                                                          |
| Vitória | 4–1      | Ken Sitsler      | TKO (socos)                    | GCF: Fair Warning                   | 15/08/2009 | 1     | 3:32  | Milwaukee, Wisconsin       | Venceu o GCF Peso Galo.                                  |
| Vitória | 3–1      | Marco Daniels    | Finalização (mata-leão)        | GCF: Clash of the Titans            | 16/05/2009 | 2     | 1:52  | Milwaukee, Wisconsin       |                                                          |
| Vitória | 2–1      | Seth Marquez     | Decisão (unânime)              | GCF: The Good, the Bad and the Ugly | 14/03/2009 | 3     | 5:00  | Milwaukee, Wisconsin       |                                                          |
| Derrota | 1–1      | Marco Daniels    | TKO (socos)                    | Racine Fight Night 2                | 28/02/2009 | 1     | 1:43  | Racine, Wisconsin          |                                                          |
| Vitória | 1–0      | Scott Blevins    | Finalização (golpes)           | Evolution Fighting Championships 7  | 14/02/2009 | 1     | 1:15  | Oshkosh, Wisconsin         |                                                          |